# Lutjanus rivulatus
Lutjanus rivulatus és una espècie de peix de la família dels lutjànids i de l'ordre dels perciformes.
Els adults poden assolir 80 cm de longitud total. Menja peixos, cefalòpodes i crustacis bentònics. És un peix marí de clima tropical i associat als esculls de corall que viu entre 50-100 m de fondària. Es troba des de l'Àfrica oriental fins a Tahití, el sud del Japó i Austràlia.

## Ús comercial
Té una carn excel·lent i és una espècie habitual als mercats de peix viu de Hong Kong. Hi ha informes sobre un risc d'intoxicació ciguatera per a humans.